# Андерсен, Эспен
Эспе́н А́ндерсен (норв. Espen Andersen; род. 28 октября 1993 года, Берум Верк, Норвегия) — норвежский двоеборец, серебряный призёр Олимпийских игр 2018 года, серебряный призёр чемпионата мира 2021 года в командном спринте, победитель этапов Кубка мира по двоеборью.

## Карьера
Первые успехи в двоеборье пришли к Эспену Андерсену на юниорском уровне — на чемпионате мира среди юниоров-2012, он выиграл бронзовую медаль в гундерсене на 5 км, а также занял четвёртое место в составе команды Норвегии и пятое место в гонке на 10 км. Спустя год, на Чемпионате мира среди юниоров-2013, результаты спортсмена были заметно слабее. Однако, финал сезона ознаменовался дебютом на домашнем этапе Кубке мира 15 марта 2013 года в Осло, где норвежец занял предпоследнее, 47 место.
В течение пары лет Андрсесен чередовал свои выступления в Кубке мира и Континентальном кубке (Continental Cup), однако с началом сезона 2016/2017 окончательно закрепился в основной команде. Первый подиум пришел к атлету в командных соревнованиях — он занял совместно с товарищами по сборной 2 место на этапе в Лиллехаммере. Участвовал в чемпионате мира 2017 года в финском Лахти. Лучшее место — десятое, занятое на трамплине HS130 и гонке на 10 км.
Первые успехи на взрослом уровне пришли в сентябре 2017 года, когда на летнем Grand Prix в Планице, он занял второе место, пропустив вперед только титулованного товарища по сборной Магнуса Моана.
24 ноября 2017 года, на первом старте сезона в зачет Кубке мира в финской Руке Эспен Андерсен одержал свою первую победу в карьере. Спустя неделю с нему пришла вторая виктория, в родном Лиллехаммере.